# Aires protégées du Togo
Les aires protégées au Togo sont des zones destinées à la conservation de la biodiversité et à la protection des écosystèmes fragiles. Le pays compte actuellement 83 aires protégées déclarées, dont seulement 19 sont classées selon les catégories de l'IUCN. Depuis les années 1990, ces zones font face à de nombreuses menaces telles que la déforestation et l'urbanisation. Un processus de réhabilitation et de gestion participative a été amorcé pour contrer ces défis, et l'Office National des Aires Protégées (ONAP) a été récemment créé pour renforcer leur gestion.

## Histoire
Le Togo comptait 83 aires protégées jusqu'en 1980. Depuis, de nombreuses menaces (déforestation, surexploitation des ressources naturelles, urbanisation) ont incité le gouvernement à réduire le nombre de sites. Le site Protected Planet dénombre 87 aires protégées déclarées dont seulement 19 appartenant à une catégorie de l'IUCN.
Depuis les tumultes sociaux et politiques des années 1990, le réseau national des aires protégées du Togo doit relever des défis majeurs, notamment la surexploitation des ressources naturelles, la déforestation, l'extension de l'agriculture, et surtout l'implantation de villages dans ces zones préservées. Afin de contrer cette tendance préoccupante, un processus de réhabilitation et de gestion participative des aires protégées a été amorcé en 1999.

## Gestion
Le « projet renforcement du rôle de conservation du système national des aires protégées au Togo (PRAPT) » est mis en œuvre par le Programme des Nations Unies pour le Développement (PNUD) et la principale agence d’exécution est la Direction de la faune et de la chasse (DFC) du Ministère de l'Environnement et des Ressources Forestières (MERF).
La Direction de la Faune et de la Chasse a notamment pour mission la protection des ressources forestières et de gestion des écosystèmes fragiles et des zones humides et assurer le suivi des procédures de classement et déclassement des aires protégées.
Aussi, un nouveau développement significatif dans la gestion des aires protégées a été annoncé le jeudi 26 octobre, marquant l'engagement renouvelé du gouvernement en la matière. Désormais, ces aires seront placées sous l'égide d'une entité autonome nouvellement créée, l'Office National des Aires Protégées (ONAP), visant à assurer un contrôle et une exploitation plus efficaces de ces précieuses zones.

## Liste des aires protégées

### Parc national
- Parc national de Fazao Malfakassa
- Parc national de la Fosse aux Lions
- Parc national de la Kéran
- Parc national de Togodo sud[8]

### Réserve de faune
- Réserve de faune d'Abdoulaye
- Parc de Djamdè[9]
- Parc de Sarakawa
- Réserve de faune de la vallée de l'Oti
- Réserve de faune de Sirka[10]

### Forêt classée
Il existe un grand nombre de forêts classées (65 référencées sur Protected Planet).
Liste non exhaustive :
- Forêt classée de Missahoé
- Forêt classée de Togodo

### Forêt communautaire
- Forêt communautaire d'Alibi 1

## Conventions internationales

### Sites Ramsar
La convention de Ramsar est entrée en vigueur au Togo le 4 novembre 1995. En janvier 2020, le pays compte 4 sites Ramsar, couvrant une superficie de 12 104 km2.

### Patrimoine mondial
Le Togo a ratifié la Convention pour la protection du patrimoine mondial, culturel et naturel le 15 avril 1998.

### Réserves de biosphère
Les réserves de biosphère sont une reconnaissance internationale de l'Unesco pour valoriser des sites où l'humain vit en harmonie avec la nature et à la biodiversité exceptionnelle dans le cadre du Programme sur l'homme et la biosphère. Bien qu'elles n'imposent pas de législation propre, elles s'implantent sur des aires protégées préexistantes. 
Ainsi, le Bénin dispose de 2 réserves de biosphère, dont une est transfrontière :
- Complexe Oti-Kéran-Mandouri (2011), englobant le parc national de la Kéran et la réserve de faune de la vallée de l'Oti-Mandouri ;
- Mono (2017), transfrontière avec le Bénin, englobant la Mare aux Hippopotames.